# Kugluk Territorial Park
Der Kugluk Territorial Park (auch Kugluk/Bloody Falls Territorial Park) ist ein rund 8,3 km² großer Territorial Park im Nordwesten des kanadischen Territoriums Nunavut ohne ausgebaute Straßenanbindung. Die nächstgelegene Siedlung ist Kugluktuk.

## Anlage
Der Park liegt an den Ufern des Coppermine Rivers, etwa 15 Kilometer flussaufwärts von dessen Einmündung in den Arktischen Ozean in der Kitikmeot-Region. Er ist der westlichste der Parks im Territorium und sein Zentrum bilden die Stromschnellen der Bloody Falls.
Bei dem Park handelt es sich um ein Schutzgebiet der Kategorie V (Geschützte Landschaft).

## Geschichte
Wie bei allen Parks im Territorium gilt auch für diesen, dass er lange bevor die Gegend bei europäischen Jägern, Forschern, Einwanderern gekannt oder sie Teil eines Parks wurde, Jagd- und Siedlungsgebiet verschiedener hier ansässiger Völker war. Die Inuit nutzen das Gebiet noch heute.
Dokumentiert ist eine Überland-Expedition von Samuel Hearne im Auftrag der Hudson’s Bay Company, um hier nach Kupfer zu suchen. Im Jahr 1771 erreichte Hearne mit seiner Expedition und weiteren Mitreisenden First Nations die Gegend des heutigen Parks. An den Stromschnellen kam es dann zum Massaker von Bloody Falls (englisch „Bloody Falls Massacre“), bei dem mitreisende Chipewyan und Yellowknife aus dem Umfeld der Expedition rund 20 Angehörige der hier lagernden Copper Inuit töteten.
Auf Grund seiner Bedeutung als Jagd- und Angelplatz für die örtlichen Kulturen sowie dokumentierten archäologischen Fundstücken und einer Nutzung durch Prä-Dorset- und Thule-Kulturen der Inuit in den letzten drei Jahrtausenden wurde der Ort 1978 zur National Historic Site of Canada erklärt.

## Flora und Fauna
Flora und Fauna im Park sind typisch für die arktische Tundra nördlich der polaren Waldgrenze.
Zu den hier vorkommenden Tieren gehört auch das Barrenground-Karibu, eine Unterart des Ren. Eine der Pflanzen, die im Park gefunden werden kann, ist das „black-tipped groundsel“ (lateinisch Senecio lugens). Eine Pflanze aus der Gruppe der Greiskräuter, die hier 1821 von John Richardson beschrieben wurde. Richardson, ein Chirurg und Naturforscher, war mit einer von John Franklin geführten Expedition zur Lokalisierung der Nordwestpassage unterwegs. Die schwarzen Spitzen der Pflanze inspirierten Richardson dazu, sie in Erinnerung an das hier stattgefundene Massaker zu benennen.